# Fonochemia
Fonochemia, sonochemia – dział chemii fizycznej obejmujący całokształt zagadnień dotyczących zastosowania ultradźwięków (i ewentualnie krótszych fal głosowych) w chemii.
Fonochemia opisuje reakcje chemiczne inicjowane, katalizowane lub modyfikowane ultradźwiękami i efekty mechaniczne działania tych fal na środowisko. Nauka ta obejmuje również niezwykle ważne dla badań struktury zagadnienie zależności niektórych właściwości ultradźwięków od fizykochemicznych własności środowiska.

## Źródła ultradźwięków wykorzystywane w fonochemii
W badaniach sonochemicznych znajdują zastosowanie najogólniej dwa rodzaje źródeł ultradźwięków: generatory mechaniczne (m.in. syrena ultradźwiękowa) i generatory elektromechaniczne.
Podobnie jak promienie świetlne ultradźwięki wykazują zjawiska: odbicia, załamania, dyfrakcji, interferencji, rozpraszania i absorpcji. Zjawiskami tymi rządzą prawa na ogół analogiczne do praw optyki.
Wpływ środowiska na falę ultradźwiękową określa się przez pomiar jej prędkości i absorpcji. Do najważniejszych metod pomiaru prędkości ultradźwięków należą metody: interferometryczna, optyczna i cienkich warstw cieczy. W pomiarach absorpcji stosuje się zwykle metody: pomiaru ciśnienia promieniowania, interferomatryczną, impulsową, echa i kalorymetryczną.

## Działanie chemiczne ultradźwięków
Stosując ultradźwięki w badaniach chemicznych obserwujemy trzy zasadnicze rodzaje ich działania:
- działanie mechaniczne – spowodowane drganiami wysokiej częstotliwości lub wstrząsami cząstek i wykorzystywane w procesach emulgowania i rozpraszania,
- działanie cieplne – temperatura środowiska będącego pod działaniem ultradźwięków wyraźnie wzrasta, co jest spowodowane adiabatycznymi maksimami ciśnienia i tarciem. W mieszaninach heterogenicznych można uzyskiwać szczególnie wysokie lokalne temperatury (tzw. punkty gorące).
- Działanie fizykochemiczne – ultradźwięki mogą odgrywać rolę pewnego rodzaju fizycznego katalizatora reakcji.

W większości przypadków przebieg reakcji chemicznych, zachodzących w cieczy będącej pod wpływem ultradźwięków nie zawierającej rozpuszczonych gazów, nie ulega żadnej zmianie. Gaz rozpuszczony w cieczy tworzy w polu ultradźwiękowym mikroskopijne pęcherzyki. Pęcherzyki te podlegają periodycznym zmianom ciśnienia fali. Podczas gdy przebieg ultradźwięków o natężeniu 5 do 10 W/cm2 powoduje w cieczy zmianę temperatury w granicach zaledwie kilku stopni, to w pęcherzykach gazowych przy ich kompresji adiabatycznej (np. do połowy objętości) zmiana temperatury w tych warunkach wynosi kilkaset stopni. Na podstawie tego można sądzić, że reakcje chemiczne wrażliwe na ultradźwięki przebiegają bądź w fazie gazowej pęcherzyków, bądź też w fazie ciekłej w miejscach jej zetknięcia z pęcherzykami. Małe przewodnictwo cieplne gazu powinno sprzyjać reakcjom w fazie gazowej, natomiast duże przewodnictwo – reakcjom w fazie ciekłej. Efekt cieplny powinien być tym większy, im większa jest różnica pomiędzy ściśliwością izotermiczną i adiabatyczną gazu pęcherzykowego.

## Niektóre zastosowania ultradźwięków w chemii koloidów
W chemii koloidów ultradźwięki i krótkie fale dźwiękowe są stosowane od dawna. Umożliwiają one np. emulgowanie cieczy, otrzymywanie zawiesin ciał stałych, depolimeryzację makrocząsteczek itp. Fale akustyczne działać mogą jednak także koagulująco, np. na aero- i gazozole. Ponadto mogą przyśpieszać polimeryzację i wpływać na kinetykę reakcji chemicznych.